# Haşim Kılıç

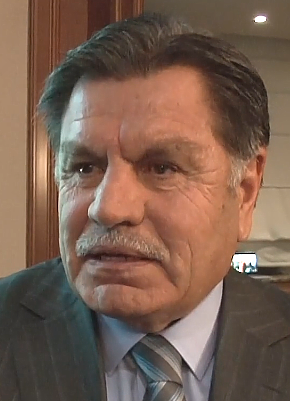
Haşim Kılıç

Haşim Kılıç (* 13. März 1950 im Landkreis Çiçekdağı/Provinz Kırşehir) ist ein Wirtschaftswissenschaftler, der von 2007 bis 2015 Präsident des türkischen Verfassungsgerichts war.

## Laufbahn
Nachdem er das Gymnasium in Yozgat absolviert hatte, studierte Kılıç an der Akademie für Wirtschafts- und Handelswissenschaften in Eskişehir. 1972 schloss er sein Studium ab.
1974 begann Kılıç als stellvertretender Rechnungsprüfer am Präsidium des Rechnungshofs (Sayıştay Başkanlığı) zu arbeiten. Nachdem Haşim Kılıç zum Rechnungsprüfer und Hauptrechnungsprüfer aufgestiegen war, wurde er 1985 zum Mitglied des Rechnungshofs (Sayıştay) gewählt. Obwohl Kılıç Wirtschaftswissenschaftler und kein Jurist ist, wurde er nach fünfjähriger Amtszeit beim Rechnungshof im Jahr 1990 zum Mitglied und am 22. Oktober 2007 zum Präsidenten des Verfassungsgerichts gewählt.
Am 10. Februar 2015 trat er in den Ruhestand. Haşim Kılıç ist verheiratet und Vater von vier Kindern. Er spricht deutsch und türkisch.
| Personendaten    | Personendaten                                                    |
| ---------------- | ---------------------------------------------------------------- |
| NAME             | Kılıç, Haşim                                                     |
| KURZBESCHREIBUNG | türkischer Richter, Präsident des Verfassungsgerichts der Türkei |
| GEBURTSDATUM     | 13. März 1950                                                    |
| GEBURTSORT       | Provinz Kırşehir, Türkei                                         |